# Marcel Riedewald
Marcel Riedewald (11 mei 1967) is een Surinaams oud-voetballer en zaalvoetbal. Op het veld speelde voor SV Robinhood en in het Surinaamse voetbalelftal. In de zaal speelde hij voor Wasgo.

## Carrière
Marcel Riedewald speelde als verdediger vanaf 1993 voor SV Robinhood en bleef tot 2004 bij deze club spelen.
Daarnaast speelde hij voor het Surinaamse voetbalelftal. Hij speelde tijdens kwalificatiewedstrijden voor het Wereldkampioenschap van 1993, 1997 en 2001 en tijdens de Caribbean Cup van 1996 en 2001.
In de jaren 2010 speelde hij zaalvoetbal voor Wasgo, waar hij vaak tot scoren kwam. In 2014 was hij topscorer van de SZVB Futsal Competitie.